# Jasminum azoricum
Il gelsomino trifogliato (Jasminum azoricum L., 1753) è una pianta della famiglia delle Oleacee, endemica dell'isola di Madera.

## Descrizione
Rampicante sempreverde che riesce a raggiungere i 4 metri di altezza, dalle foglie pennate, produce fiori profumati e bianchi, a forma di stella, che si sviluppano da boccioli di color rosa.

## Conservazione
La Lista rossa IUCN classifica Jasminum azoricum come specie in pericolo critico di estinzione (Critically Endangered).
Vi sono testimonianze della presenza di una decina di piante nelle aree di Funchal e Ribeira Brava.

## Coltivazione
È da lungo coltivato in Europa: nei Paesi Bassi vi sono testimonianze risalenti al 1693, in Inghilterra al 1724 circa. Si tratta di una specie apprezzata per il suo fogliame sempreverde e dall'apparenza luminosa, il suo lungo periodo di fioritura e i fiori profumati. Le sue piante si propagano con facilità attraverso la talea e la propaggine. Utilizzato per lo più come pianta ornamentale, è adatta per l'abbellimento di muri e recinzioni. Predilige le zone calde e non sopporta i climi gelidi.